# Hyalodictyon truncatum
Hyalodictyon truncatum är en insektsart som först beskrevs av Walker 1851.  Hyalodictyon truncatum ingår i släktet Hyalodictyon och familjen Dictyopharidae. Inga underarter finns listade i Catalogue of Life.